# هارولد کروگر
هارولد کروگر (به انگلیسی: Harold Kruger) یا استوبی کروگر (زادهٔ ۲۱ سپتامبر ۱۸۹۷) شناگر اهل ایالات متحده آمریکا است.
وی در مسابقات شنای کرال پشت بازی‌های المپیک تابستانی ۱۹۲۰ شرکت کرده و در رده پنجم قرار گرفته است.